# .calibre
.calibre was een Belgische groep uit Kontich die funk, metal en crossover speelde. 

## Geschiedenis
.calibre bracht in 2002 het album Killthelogo uit bij Warner Electra Atlantic. De band is ontstaan uit de resten van de metalband Facedown. Na de release van het album trad de band onder andere op tijdens festivals als Pukkelpop, Rock Werchter en Ozzfest. Ze stonden bekend om hun socialistische songteksten en veganistische/straight edge levensstijl. 
Gitarist Niko en zanger Daniel spelen anno 2011 in de band A School of Quiet.
In 2020 werd bekendgemaakt dat de band een vervolg kent in de band Kill The Logo. In januari 2021 werd een eerste single 'Riot as One' uitgebracht.

## Discografie[3]

### Album
- Killthelogo (2002)

| Nr. | Titel          | Duur |
| --- | -------------- | ---- |
| 1.  | E.L.I.T.E.     | 4:34 |
| 2.  | Karma          | 3:56 |
| 3.  | Meritocracy    | 3:21 |
| 4.  | Dialogue       | 3:25 |
| 5.  | The Frontline  | 3:22 |
| 6.  | .Calibre       | 4:21 |
| 7.  | Antidote       | 3:11 |
| 8.  | The Rapist     | 3:26 |
| 9.  | The Load Off   | 2:55 |
| 10. | The Imposter   | 3:56 |
| 11. | Complex        | 4:54 |
| 12. | Home Of Titans | 3:36 |

### Singles
- Calibre (2001)
- Karma (2002)
- Where is My Mind i.s.m. Camden (2002)
- The Rapist (2002)